# Leonardo Sbaraglia
Leonardo Máximo Sbaraglia (Buenos Aires, 30 de junio de 1970) es un actor argentino. Debutó como actor en la película La Noche de los Lápices en 1986, y es conocido por sus trabajos en la cinematografía y televisión argentina y española. Durante su extensa trayectoria, ha recibido varios premios por su labor. Es uno de los actores argentinos que han trabajado en Hollywood. 
Entre sus películas más destacadas se encuentran Tango feroz: la leyenda de Tanguito, Caballos salvajes, Besos en la frente, Plata quemada, Intacto, Salvador (Puig Antich), Diario de una ninfómana, Las viudas de los jueves, Red Lights, Aire libre y Relatos salvajes, entre otras. 
Ha sido ganador, por actuaciones televisivas y cinematográficas, de varios premios tales como dos Martín Fierro, un Goya, tres Premios Cóndor de Plata y nominaciones a los Premios Platino y Premios Emmy, entre otros. Es miembro fundador de la Academia de las Artes y Ciencias Cinematográficas de la Argentina e integró su primera comisión directiva.

## Biografía

### Comienzos
Nació en el Sanatorio Anchorena de la ciudad de Buenos Aires el 30 de junio de 1970. Creció en la localidad de Sáenz Peña, partido de Tres de Febrero, provincia de Buenos Aires. Es hijo de la actriz y profesora de teatro Roxana Randón y hermano del músico Pablo Sbaraglia. Su pasión por la actuación empezó durante la infancia. Estudió teatro y debutó en el cine a los 16 años, en la película La noche de los lapices. Entre 1987 y 1990, fue uno de los protagonistas de la telenovela juvenil Clave de sol. Luego actuó en cine en películas como; Tango Feroz, Fuego Gris, Caballos Salvajes, Copyright, Fotos del alma, No te mueras sin decirme adónde vas y Carlos Monzón, el segundo juicio. También protagonizó Besos en la frente, junto a China Zorrilla, y Cenizas del paraíso, junto a Héctor Alterio, Cecilia Roth y Leticia Bredice. En teatro, entre varios títulos, participó en La soledad de los campos de algodón, junto a Alfredo Alcón, y en Closer.
También, en 1997, participó en el videoclip de la canción de León Gieco, Ojo con los Orozco como actor interpretando a uno de los Orozco.

### Década 2000
Su éxito en España empezó con la excelente interpretación que hizo de el Nene en la película Plata quemada, de Marcelo Piñeyro acompañado de Eduardo Noriega como Ángel. En 2001 debutó en el cine español con la película Intacto, por esta recibió su primer Premio Goya al mejor actor revelación por su actuación. Desde entonces, alterna trabajos entre su país natal y España, donde su fama y prestigio le ha llevado también a ser protagonista de campañas publicitarias para empresas como Carrefour.
Protagonizó en España las películas Deseo, de Gerardo Vera, en 2002, junto a su compatriota Cecilia Roth, Utopía, de María Ripoll y Carmen de Vicente Aranda, ambas estrenadas en 2003. Sus siguientes películas fueron las argentinas Cleopatra, junto a Norma Aleandro y Natalia Oreiro, y La puta y la ballena.
En 2005, actuó en la película Salvador, protagonizada por Daniel Brühl: allí interpretó al funcionario de prisiones Jesús Irurre, papel por el que obtuvo su segunda nominación al premio Goya como Mejor actor de reparto. También protagonizó la serie de la cadena española TVE, Al filo de la ley.
En 2008, protagonizó en España la película El rey de la montaña, y recibió el premio Screamfest Festival al mejor actor. También coprotagonizó Diario de una ninfómana, protagonizada por Belén Fabra y basada en la novela autobiográfica de Valérie Tasso. 
En 2009, protagonizó en Argentina la miniserie Epitafios. Fue nominado al premio Emmy international como mejor actor en 2010. En cine, encabeza los filmes Las viudas de los jueves y El corredor nocturno.

### Década 2010
En 2010, regresó a la televisión argentina como protagonista de la serie Impostores junto a Leticia Brédice, por El trece, y FX para toda América Latina. Entre 2012 y 2013, actuó en la serie En terapia, protagonizada por Diego Peretti en la televisión pública. Por su labor en esta serie obtuvo el premio Martín Fierro al mejor actor de reparto. Durante esos dos años, protagonizó junto a Belén Rueda la serie Luna, el misterio de Calenda, emitida en España por Antena 3.
Su debut en Hollywood fue de la mano del director Rodrigo Cortés, en la película Red Lights (Luces rojas, 2012) donde compartió cartel con Robert De Niro, Sigourney Weaver, Cillian Murphy, Elizabeth Olsen y Toby Jones.
En 2014, protagonizó en México Dos lunas, junto a Bárbara Mori, por la cadena Mundo Fox. Además, en Argentina fue presentador del ciclo El cine va a la escuela, por Encuentro. Bajo las órdenes de Anahí Berneri protagonizó Aire libre, drama romántico, junto a Celeste Cid.
Fue uno de los protagonistas de la reconocida película de Damián Szifron, Relatos salvajes, nominada en la categoría mejor película de habla no inglesa en la 87.ª edición de los Premios Óscar y nominada también en los Premios Goya a nueve categorías, entre los que se incluyen mejor película iberoamericana, mejor película, mejor director y mejor guion original.
En 2015, protagonizó la serie El hipnotizador, emitida por la cadena HBO, la primera serie bilingüe de la cadena.

## Vida personal
Se casó en 2001 con la artista plástica Guadalupe Marín con quien tuvo a su única hija, Julia. La pareja se separó en 2017.

## Cine
| Año  | Título                                   | Papel                           | Notas                                           |
| ---- | ---------------------------------------- | ------------------------------- | ----------------------------------------------- |
| 1986 | La Noche de los Lápices                  | Daniel Alberto Racero           |                                                 |
| 1990 | Clave de sol: novia de fin de semana     | Diego                           | Película de televisión                          |
| 1992 | Tango feroz: la leyenda de Tanguito      | Pedro                           |                                                 |
| 1993 | Copyright                                | Leonardo                        |                                                 |
| 1994 | Fuego gris                               | Martín Bustamante               |                                                 |
| 1995 | Fotos del alma                           |                                 |                                                 |
| 1995 | No te mueras sin decirme adónde vas      | Pablo                           |                                                 |
| 1995 | Caballos salvajes                        | Pedro Mendoza                   |                                                 |
| 1996 | Carlos Monzón, el segundo juicio         | Médico joven                    |                                                 |
| 1996 | Besos en la frente                       | Sebastián                       |                                                 |
| 1997 | Cenizas del paraíso                      | Pablo Makantasis                |                                                 |
| 1999 | Vendado y frío                           | Playero de estación de servicio |                                                 |
| 2000 | Los libros y la noche                    | Jorge Luis Borges (Joven)       |                                                 |
| 2000 | Plata quemada                            | Franco Brignone "El Nene"       |                                                 |
| 2001 | Intacto                                  | Tomás Sáenz                     |                                                 |
| 2002 | En la ciudad sin límites                 | Víctor                          |                                                 |
| 2002 | Deseo                                    | Pablo                           |                                                 |
| 2002 | Nowhere                                  | Paolo Brandi                    |                                                 |
| 2003 | Utopía                                   | Adrián                          |                                                 |
| 2003 | Carmen                                   | José Navarro                    |                                                 |
| 2003 | Cleopatra                                | Carlos                          |                                                 |
| 2004 | La puta y la ballena                     | Emilio                          |                                                 |
| 2005 | Oculto                                   | Alejandro "Álex"                |                                                 |
| 2006 | Salvador (Puig Antich)                   | Jesús Irurre                    |                                                 |
| 2006 | De bares                                 |                                 |                                                 |
| 2007 | El rey de la montaña                     | Quim                            |                                                 |
| 2007 | Concursante                              | Martín Circo Martín             |                                                 |
| 2007 | Santos, la película                      | Arturo Antares                  |                                                 |
| 2008 | Amor, dolor y viceversa                  | Dr. Ricardo Márquez             |                                                 |
| 2008 | Diario de una ninfómana                  | Jaime                           |                                                 |
| 2009 | Las viudas de los jueves                 | Ronnie                          |                                                 |
| 2009 | El corredor nocturno                     | Eduardo López                   |                                                 |
| 2010 | Sin retorno                              | Federico Samaniego              |                                                 |
| 2011 | Vaquero                                  | Alonso                          |                                                 |
| 2012 | El campo                                 | Santiago                        |                                                 |
| 2012 | Días de vinilo                           | Él mismo                        | Cameo                                           |
| 2012 | Cornelia frente al espejo                | Daniel                          | Película de televisión                          |
| 2012 | Red Lights                               | Leonardo Palladino.             |                                                 |
| 2012 | Restos                                   | Daniel                          |                                                 |
| 2012 | Una pistola en cada mano                 | J.                              |                                                 |
| 2013 | Sola contigo                             | Esteban Fuster                  |                                                 |
| 2013 | Back to the Siam                         | Él mismo                        | Cameo                                           |
| 2014 | El crítico                               | Él mismo                        | Cameo                                           |
| 2014 | Relatos salvajes                         | Diego Iturralde                 |                                                 |
| 2014 | Aire libre                               | Manuel                          |                                                 |
| 2015 | Choele                                   | Daniel                          |                                                 |
| 2016 | Al final del túnel                       | Joaquín                         |                                                 |
| 2016 | Sangre en la boca                        | Ramón Alvia                     |                                                 |
| 2016 | Era el Cielo                             | Mario                           |                                                 |
| 2016 | Sing                                     | Mike                            | Doblaje al español para Hispanoamérica          |
| 2017 | Nieve negra                              | Marcos                          |                                                 |
| 2017 | El otro hermano                          | Duarte                          |                                                 |
| 2017 | No te olvides de mí                      | Matteo Popolano                 |                                                 |
| 2018 | Acusada                                  | Luis Dreier                     |                                                 |
| 2018 | El desentierro                           | Pau                             |                                                 |
| 2019 | Dolor y gloria                           | Federico Delgado                |                                                 |
| 2019 | La Red Avispa                            | José Basulto                    | Preestreno en 2019, estreno por Netflix en 2020 |
| 2019 | Legado en los huesos                     | Juez Javier Markina             | Película de Netflix                             |
| 2020 | Orígenes secretos                        | Paco                            | Película de Netflix                             |
| 2020 | Ofrenda a la tormenta                    | Juez Javier Markina             | Película de Netflix                             |
| 2021 | Ensayo para Güemes                       | Martín Miguel de Güemes         | Película de Canal Encuentro                     |
| 2021 | Finde                                    | Emiliano "Emi"                  | Película de Futurock                            |
| 2021 | Alegría                                  | Rabino                          |                                                 |
| 2021 | Errante corazón                          | Santiago                        | Película de HBO Max                             |
| 2022 | Hoy se arregla el mundo                  | David Samarás "El Griego"       |                                                 |
| 2022 | El gerente                               | Álvaro Torres                   | Película de Paramount+                          |
| 2023 | Asfixiados                               | Nacho                           |                                                 |
| 2023 | Blondi                                   | Eduardo                         |                                                 |
| 2023 | Bird Box Barcelona                       | Padre Esteban                   | Película de Netflix                             |
| 2023 | Puan                                     | Rafael Sujarchuk                |                                                 |
| 2024 | El hombre que amaba los platos voladores | José de Zer                     |                                                 |

## Televisión
| Programas | Programas                        | Programas                            | Programas                  |
| Año       | Título                           | Rol/Personaje                        | Canal                      |
| --------- | -------------------------------- | ------------------------------------ | -------------------------- |
| 1987-1991 | Clave de sol                     | Diego                                | El Trece                   |
| 1990      | Atreverse                        |                                      | Telefe                     |
| 1990      | Peor es nada                     | Él mismo (desacreditado, 1 programa) | El Trece                   |
| 1991      | El gordo y el flaco              | Leonardo "Leo"                       | Telefe                     |
| 1991      | Alta comedia                     |                                      | Canal 9                    |
| 1992      | Amores                           | Rodolfo                              | Telefe                     |
| 1993      | Cartas de amor en cassette       |                                      | ATC                        |
| 1993      | Buena pata                       | Nicolás "Nico" Robles                | Telefe                     |
| 1994      | Sin condena                      | Episodio: "El caso Miguel Bru"       | Canal 9                    |
| 1994      | La marca del deseo               | Travesti                             | Telefe                     |
| 1996      | De poeta y de loco               |                                      | El Trece                   |
| 1996      | Bajamar, la costa del silencio   | Periodista                           | Canal 9                    |
| 1997      | El Garante                       | Martín Rivera                        | Canal 9                    |
| 1999      | La Argentina de Tato             | Narrador                             | El Trece                   |
| 2000      | Tiempo final                     | Bruno (Episodio: "El plomero")       | Telefe                     |
| 2005      | Al filo de la ley                | Álex Villar                          | La 1                       |
| 2009      | Epitafios                        | Asesino                              | HBO Latinoamérica/El Trece |
| 2009-2010 | Impostores                       | Álex                                 | FX/El Trece                |
| 2010      | Lo que el tiempo nos dejó        | Francisco Canaro (1 capítulo)        | Telefe                     |
| 2010-2011 | Versión original                 | Conductor                            | TV Pública                 |
| 2011      | Un año para recordar             | Dante                                | Telefe                     |
| 2011      | Televisión x la inclusión        | Rodrigo (3 capítulos)                | Canal 9                    |
| 2012      | 99,99%.La ciencia de las Abuelas | Presentador                          | Canal Encuentro            |
| 2012-2013 | Luna, el misterio de Calenda     | David Costa                          | Antena 3                   |
| 2012-2013 | En terapia                       | Martín Pineda                        | TV Pública                 |
| 2013      | Play & Play                      | Conductor                            | Fox Sports                 |
| 2014      | Dos Lunas                        | Bruno Freeman                        | MundoFOX                   |
| 2014      | El cine va a la escuela          | Presentador                          | Canal Encuentro            |
| 2015-2017 | El hipnotizador                  | Natalio Arenas                       | HBO Latinoamérica          |
| 2018      | Félix                            | Félix                                | Movistar+                  |
| 2019      | Otros pecados                    | Juan Rodríguez (episodio 1)          | El Trece                   |
| 2019      | Influencers                      | Él mismo (episodio 7)                | UN3TV                      |
| 2021      | Maradona, sueño bendito          | Guillermo Coppola (adulto)           | Amazon Prime Video         |
| 2022‐2024 | Todos mienten                    | Néstor Valbuena Giné                 | Movistar+                  |
| 2023-2024 | Élite                            | Martín Artiñán                       | Netflix                    |
| 2024      | Las azules                       | Alejandro de la Torre                | Apple TV+                  |
| 2025      | Menem                            | Carlos Menem                         | Amazon Prime Video         |

## Teatro
| 1988      | Besos de fuego                         |
| 1989      | Clave de sol                           |
| 1990      | Pájaros in the nait                    |
| 1991      | Huérfanos                              |
| 1992      | Los 90 son nuestros                    |
| 1992      | Pájaros in the nait                    |
| 1993      | Calderón                               |
| 1994      | La oscuridad de la razón               |
| 1996      | En la soledad de los campos de algodón |
| 1999      | Closer                                 |
| 2001      | El zoo de cristal                      |
| 2009-2010 | Contrapunto                            |
| 2012      | Cock                                   |
| 2013-2021 | El territorio del poder                |

## Videoclips
| Videoclips | Videoclips         | Videoclips    | Videoclips    |
| Año        | Título             | Personaje/Rol | Artista       |
| ---------- | ------------------ | ------------- | ------------- |
| 1997       | Ojo con los Orozco | Cholo         | León Gieco    |
| 2020       | Hoy                | Cameo         | Residente     |
| 2022       | N5                 | Cameo         | Lali Espósito |

## Publicidad
- 2011 Centrum®  Comercial Centrum 2011
- 2014 Centrum®  Comercial Centrum 2014
- 2015 Peugeot®  Comercial Peugeot 2015

## Premios y nominaciones
| Año  | Premio                                    | Categoría                                         | Trabajo nominado                       | Resultado |
| ---- | ----------------------------------------- | ------------------------------------------------- | -------------------------------------- | --------- |
| 1995 | Festival de Cine Iberoamericano de Huelva | Mejor interpretación masculina                    | Caballos salvajes                      | Ganador   |
| 1998 | Premios Martín Fierro                     | Mejor actor de novela                             | El Garante                             | Ganador   |
| 2001 | Premios Cóndor de Plata                   | Mejor actor protagónico                           | Plata quemada                          | Nominado  |
| 2002 | Premios Goya                              | Mejor actor revelación                            | Intacto                                | Ganador   |
| 2004 | Premios Cóndor de Plata                   | Mejor actor protagónico                           | En la ciudad sin límites               | Nominado  |
| 2005 | "Ciudad de Huelva"                        | Premio Honorífico                                 | Él mismo                               | Ganador   |
| 2007 | Premios Goya                              | Mejor interpretación masculina de reparto         | Salvador (Puig Antich)                 | Nominado  |
| 2008 | Screamfest Festival                       | Mejor interpretación masculina en rol protagónico | El rey de la montaña                   | Ganador   |
| 2009 | Premio Sur                                | Mejor interpretación masculina en rol protagónico | Las viudas de los jueves               | Nominado  |
| 2010 | Premios Cóndor de Plata                   | Mejor actor protagónico                           | Las viudas de los jueves               | Nominado  |
| 2010 | Premio Sur                                | Mejor interpretación masculina en rol protagónico | Sin retorno                            | Nominado  |
| 2010 | Premios Emmy                              | Mejor actuación masculina                         | Epitafios                              | Nominado  |
| 2010 | Premios Martín Fierro                     | Mejor actor de unitario y/o miniserie             | Lo que el tiempo nos dejó / Impostores | Nominado  |
| 2011 | Amiens International Film Festival        | Mejor actor                                       | El campo                               | Ganador   |
| 2012 | Premios Martín Fierro                     | Mejor actor de reparto                            | En terapia                             | Ganador   |
| 2014 | Premio Sur                                | Mejor interpretación masculina en rol protagónico | Relatos salvajes                       | Nominado  |
| 2015 | Premios Cóndor de Plata                   | Mejor actor protagónico                           | Aire libre                             | Nominado  |
| 2015 | Premios Platino                           | Mejor interpretación masculina                    | Relatos salvajes                       | Nominado  |
| 2018 | Premios Cóndor de Plata                   | Mejor actor protagónico                           | El otro hermano                        | Ganador   |
| 2018 | Premio Sur                                | Mejor interpretación masculina en rol protagónico | El otro hermano                        | Nominado  |
| 2019 | Premios Goya                              | Mejor interpretación masculina de reparto         | Dolor y gloria                         | Nominado  |
| 2021 | Premios Konex de Platino                  | Mejor actor de cine                               | Período 2011-2020                      | Ganador   |
| 2022 | Premios Cóndor de Plata                   | Mejor actor protagónico                           | Errante corazón                        | Ganador   |